# Pont-rail d'Anhée
Le pont-rail d'Anhée, le pont-rail de Houx ou le pont ferroviaire Godinne-Dinant, est un pont ferroviaire franchissant la Meuse, dans la province de Namur, en Belgique. Portant la ligne ferroviaire 154, il assure la jonction entre Namur et Bertrix en franchissant la Meuse sur 155 mètres de longueur et 12 mètres de largeur. 

## Situation
Le pont se situe dans la section de Houx de la commune namuroise d'Anhée en région wallonne. En amont, le pont ferroviaire est précédé par l'écluse 5 dite de Houx à 1,18 km, par le pont Charles de Gaulle de Dinant à 4,69 km et par le pont ferroviaire d'Anseremme à 8,6 km ; tandis qu'en aval, il est suivi par le pont d'Anhée à 1,44 km et par le pont ferroviaire du Luxembourg à 22,5 km.

## Description de l'ouvrage
Le pont ferroviaire est un pont en poutre en treillis sans raccordement supérieur. Il est en acier.

## Histoire
Le 22 août 1914, le général Charles Lanrezac, à la tête de la Ve armée de France, ordonne la destruction des ponts entre Givet et Yvoir. Les sapeurs français n'ayant pu détruire totalement le pont-rail de Houx, celui-ci fut utilisé le 23 août par des fantassins allemands pour traverser sur la rive gauche.
Le 12 mai 1940, pendant la bataille de Dinant, le génie belge fait sauter le pont avant l'arrivée des Allemands mais les chasseurs ardennais qui défendent la rive doivent se replier après avoir bloqué quelque temps les avant-gardes allemandes.